# Letícia Oliveira
Letícia Oliveira (sinh ngày 21 tháng 11 năm 1976) là một cầu thủ bóng rổ nữ của Cabo Verde.